# インターナショナル・ローンチ・サービス
インターナショナル・ローンチ・サービス(ILS)はバイコヌール宇宙基地からの商用プロトンロケット打ち上げサービスにおいて独占販売権を持つ米国・ロシア共同の企業。同企業の標語は、"Focus on Performance"。

## 所有権
ILSは1995年にロッキード・マーチン、クルニチェフ国家研究生産宇宙センター、エネルギアの民間宇宙飛行パートナーシップとして立ち上げられた。当初はアメリカのアトラスVとロシアのプロトンの両方で非軍事的打ち上げの共同販売を行っていた
2006年4月20日に100機目の打ち上げとなるSES S.A.のSES1KRのアトラスVでの打ち上げが行われ、これまでに100回のうち97回で成功している。
2006年9月、ロッキード・マーチンはロッキード・クルニチェフ・エネルギア・インターナショナル社とILS社の所有権をスペース・トランスポート社に売却する意向を発表した。この目的を遂行するために創業以降3年以上にわたってILSのコンサルタントや理事会メンバーとして勤めたMario Lemmeによってスペース・トランスポート社が設立された。
ロッキード・マーチンからスペース・トランスポート間の株式の移動は2006年の10月に行われた。ロッキード・マーチンは商用アトラスロケットの打ち上げマーケティングに関したすべての権利を保有しており、世界中の市場で子会社のロッキード・マーチン商業打ち上げサービス社(LMCLS)を通じアトラスロケットの打ち上げ提供を行っている。ILSは現在はロッキード・マーチンと提携していないが、顧客へのプロトン販売を継続した。取引条件は公表されていない。現在、すべてのアトラスVの打ち上げはロッキード・マーチンとボーイングが2006年12月に設立したユナイテッド・ローンチ・アライアンス(ULA)がLMCLSとの準契約下で行っている。
2006年10月、クルニチェフの報道官はロッキード・マーチンが販売する株式を購入する準備ができていると発表した。ロシア連邦宇宙局の報道官はロッキードはスペース・トランスポートに株式を売却したにもかかわらず、クルニチェフは最終的にその権利を手に入れる可能性があるとし、ILS内でのプレゼンスを強めたいというロシア側の希望を表明した。スペース・トランスポート社はイギリス領ヴァージン諸島で設立登記されておりモスクワに本社があるが、株式の売却を否定した。
2008年5月、クルニチェフ国家研究生産宇宙センターはすべての宇宙輸送の権利と獲得し、現在はILSの最大の権利者となっている。しかし、ILSは米国企業の体を保っており、本部はバージニア州レストンにおかれ、約60人が働いている。

## アトラスの打ち上げ
上記のように現在、アトラスロケットの打ち上げ権はロッキード・マーチン側が持ち、ユナイテッド・ローンチ・アライアンスが行っている

## プロトンの打ち上げ
2008年5月、ILSは22機、合計約200億ドルの受注があり、1996年以来45機の商業打ち上げが行われている。
2009年6月、受注の数は24機打ち上げに増えており、2009年の初めにはプロトンの50回目の打ち上げが行われた。

## 註
1. ↑  “Atlas 5 rocket launches TV broadcasting craft for Europe”.   Spaceflight Now. 2012年8月1日閲覧。
2. ↑  “Lockheed Martin Announces Sale Of Its Interests In International Launch Services And LKEI”.   Lockheed Martin. 2012年8月1日閲覧。
3. ↑  “ILS Ownership Changes; Frank McKenna Appointed President”.   ILS. 2012年8月1日閲覧。
4. ↑  “Lockheed Martin Completes Sale Of International Launch Services”.   Lockheed Martin. 2012年8月1日閲覧。
5. ↑  “Russian Space Center Eyes Lockheed Stakes”.   Moscow Times. 2012年8月1日閲覧。
6. 1 2  “Khrunichev Purchases Majority Interest in International Launch Services”. Press Release.   ILS (2008年5月29日). 2008年5月30日閲覧。
7. ↑  “ILS Announces 9 New Proton Missions”.   ILS (2009年6月15日). 2012年8月1日閲覧。